# Carlos Muñoz Martínez
Carlos Antonio Muñoz Martínez (Machala, 13 de noviembre de 1964-General Villamil, Ecuador, 26 de diciembre de 1993)  fue un futbolista ecuatoriano que jugaba de delantero, su último equipo fue el Barcelona SC.

## Trayectoria
Futbolista ecuatoriano que alcanzó popularidad con el Barcelona Sporting Club, donde alcanzó la final de la Copa Libertadores de América de 1990, desde donde se catapultó para la Selección Ecuatoriana de Fútbol, participando en la Copa América celebrada en Ecuador en 1993 y las Eliminatorias Mundialistas para Estados Unidos 1994.
Futbolísticamente nació en la Liga de Guayaquil, luego pasó al Everest de Guayaquil en 1984, Olmedo de Riobamba en 1985, Audaz Octubrino de Machala, Filanbanco de Guayaquil y finalmente Barcelona.
Es considerado uno de los mejores delanteros de todos los tiempos de su selección y por el Barcelona Sporting Club; su punto fuerte era su rapidez física, mental y su potente remate de primera, así como la eficacia para cabecear.
Dejó en la hinchada un grato recuerdo cuando tres días antes de su muerte anotó tres goles para el Barcelona, jugando contra el Club Deportivo El Nacional, logrando una clasificación a Copa Libertadores de América que la institución pensaba que se le iba de las manos. 
Un lamentable accidente de tránsito, producto de manejar en estado etílico provocó que el futbolista sufriera una muerte instantánea dejando en la orfandad a una niña y a su esposa embarazada; muchos hinchas, incluso de otros equipos lloraron su muerte, y el traslado de sus restos al Cementerio General de Guayaquil fue apoteósico; como homenaje la general sur del Estadio Monumental de Barcelona lleva su nombre.

## Selección nacional
Fue internacional con la Selección de fútbol de Ecuador en 35 ocasiones. Su debut fue el 15 de marzo de 1989 ante Brasil en Cuiabá en un partido amistoso. Su último partido, en la selección, fue el 19 de diciembre de 1993 ante Bolivia en Guayaquil. Último partido, en Barcelona, fue el 22 de diciembre de 1993 ante Club Deportivo El Nacional.

### Participaciones internacionales
| Copa              | Sede    | Resultado    | Partidos | Goles | Promedio |
| ----------------- | ------- | ------------ | -------- | ----- | -------- |
| Copa América 1989 | Brasil  | Primera fase | 0        | 0     | 0        |
| Copa América 1991 | Chile   | Primera fase | 4        | 1     | 0.25     |
| Copa América 1993 | Ecuador | Cuarto lugar | 6        | 1     | 0,16     |
| Total             | Total   | Total        | 10       | 2     | 0,2      |

### Participaciones en Clasificatorias a Copas del Mundo
| Eliminatorias                        | País           | Resultado    | Posición   | PJ | Goles | Promedio |
| ------------------------------------ | -------------- | ------------ | ---------- | -- | ----- | -------- |
| Eliminatorias al Mundial Italia 1990 | Italia         | No clasificó | 3º Grupo B | 4  | 0     | 0        |
| Eliminatorias Estados Unidos 1994    | Estados Unidos | No clasificó | 4º Grupo B | 8  | 1     | 0.12     |
| Total                                | Total          | Total        | Total      | 12 | 1     | 0,12     |

## Clubes
| Club                    | País    | Año       |
| ----------------------- | ------- | --------- |
| Everest                 | Ecuador | 1984      |
| Centro Deportivo Olmedo | Ecuador | 1985      |
| Audaz Octubrino         | Ecuador | 1986      |
| Filanbanco              | Ecuador | 1987-1989 |
| Barcelona               | Ecuador | 1989-1993 |

## Palmarés
| Título                       | Club      | País    | Año  |
| ---------------------------- | --------- | ------- | ---- |
| Segunda Categoría del Guayas | Everest   | Ecuador | 1984 |
| Campeonato Ecuatoriano       | Barcelona | Ecuador | 1991 |

## Distinciones
| Título                                      | Club      | País    | Año  |
| ------------------------------------------- | --------- | ------- | ---- |
| Goleador de la Segunda Categoría del Guayas | Everest   | Ecuador | 1984 |
| Goleador del Campeonato Ecuatoriano         | Barcelona | Ecuador | 1992 |